# LOVE (ビートルズのアルバム)
『LOVE』（ラヴ）は、2006年11月に発売されたビートルズのリミックス・アルバム。シルク・ドゥ・ソレイユのミュージカル『LOVE』のサウンドトラックとして制作された作品で、ビートルズの楽曲のマスターテープやデモ・テープを使用して、コラージュやリミックスを施した音源が収録された。
なお、本作は2016年に死去したジョージ・マーティンがプロデュースした最後のアルバムとなった。

## 背景
ジョージ・ハリスンが生前、シルク・ドゥ・ソレイユの創設者であるギー・ラリベルテと意気投合し、ビートルズの楽曲を使用した公演を行うことが考案された。
ジャイルズ・マーティンは、はじめに「ウィズイン・ユー・ウィズアウト・ユー」と「トゥモロー・ネバー・ノウズ」を組み合わせたデモ音源を制作し、ポール・マッカートニーとリンゴ・スターに聴かせた。マッカートニーとスターはこのデモ音源を高く評価し、ジョン・レノンの未亡人であるオノ・ヨーコやジョージ・ハリスンの未亡人であるオリヴィア・ハリスンと共にビートルズの楽曲の使用・編集を許可した。その後、ジャイルズの父でビートルズの楽曲のプロデューサーを担当したジョージ・マーティンとの共同プロデュースにより、ビートルズのオリジナル213曲のうち、130曲もの楽曲のアウトテイクなどをリミックスされた。
CDおよびDVD-AUDIOには26曲収録され、2011年にiTunesでの配信が開始された際に「フール・オン・ザ・ヒル」と「ガール」の2曲がボーナス・トラックとして追加された。
本作についてマッカートニーは「このアルバムによってビートルズは復活した。なぜなら、突然ジョンとジョージがぼくやリンゴと共に演奏しているんだからね。まるでマジックみたいだ」、リンゴは「ジョージとジャイルズはいろんな楽曲を素晴らしい具合に組み合わせた。すごくパワフルだ。僕らが録音したことさえ忘れていた音までも聴くことができた」と語っている。
全英アルバムチャートやオリコン週間アルバムチャートで最高位3位、Billboard 200で最高位4位を獲得。英国レコード産業協会とアメリカレコード協会からは2×プラチナ認定を受け、日本レコード協会からはプラチナ認定を受けた。

## 収録曲
- 邦題の表記は、公式サイトに準拠[13]。
- 特記を除き、作詞作曲はレノン＝マッカートニー。

| #         | タイトル | 作詞・作曲                                | 時間  |
| --------- | --- | ----------------------------------------- | ----- |
| 1.        | 「ビコーズ」(Because) |                                           | 2:44  |
| 2.        | 「ゲット・バック」(Get Back) |                                           | 2:05  |
| 3.        | 「グラス・オニオン」(Glass Onion) |                                           | 1:20  |
| 4.        | 「エリナー・リグビー/ジュリア」(Eleanor Rigby / Julia (Transition)) |                                           | 3:05  |
| 5.        | 「アイ・アム・ザ・ウォルラス」(I Am The Walrus) |                                           | 4:28  |
| 6.        | 「抱きしめたい」(I Want To Hold Your Hand) |                                           | 1:22  |
| 7.        | 「ドライヴ・マイ・カー/愛のことば/ホワット・ユー・アー・ドゥーイング」(Drive My Car / The Word / What You're Doing)                                                                           |                                           | 1:54  |
| 8.        | 「グンキ・ンサ」(Gnik Nus) |                                           | 0:55  |
| 9.        | 「サムシング/ブルー・ジェイ・ウェイ」(Something / Blue Jay Way (Transition)) | ジョージ・ハリスン                        | 3:30  |
| 10.       | 「ビーイング・フォー・ザ・ベネフィット・オブ・ミスター・カイト/アイ・ウォント・ユー/ヘルター・スケルター」(Being For The Benefit Of Mr Kite ! / I Want You (She's So Heavy) / Helter Skelter) |                                           | 3:22  |
| 11.       | 「ヘルプ!」(Help!) |                                           | 2:18  |
| 12.       | 「ブラックバード/イエスタデイ」(Blackbird / Yesterday) |                                           | 2:32  |
| 13.       | 「ストロベリー・フィールズ・フォーエバー」(Strawberry Fields Forever) |                                           | 4:31  |
| 14.       | 「ウィズイン・ユー・ウィズアウト・ユー/トゥモロー・ネバー・ノウズ」(Within You Without You / Tomorrow Never Knows)                                                                            | ジョージ・ハリスン レノン＝マッカートニー | 3:08  |
| 15.       | 「ルーシー・イン・ザ・スカイ・ウィズ・ダイアモンズ」(Lucy In The Sky With Diamonds) |                                           | 4:10  |
| 16.       | 「オクトパス・ガーデン」(Octopus's Garden) | リチャード・スターキー                    | 3:18  |
| 17.       | 「レディ・マドンナ」(Lady Madonna) |                                           | 2:57  |
| 18.       | 「ヒア・カムズ・ザ・サン/ジ・インナー・ライト」(Here Comes The Sun / The Inner Light (Transition))                                                                                            | ジョージ・ハリスン                        | 4:18  |
| 19.       | 「カム・トゥゲザー / ディア・プルーデンス / クライ・ベイビー・クライ」(Come Together / Dear Prudence / Cry Baby Cry (Transition))                                                             |                                           | 4:45  |
| 20.       | 「レボリューション」(Revolution) |                                           | 2:15  |
| 21.       | 「バック・イン・ザ・USSR」(Back In The U.S.S.R.) |                                           | 1:54  |
| 22.       | 「ホワイル・マイ・ギター・ジェントリー・ウィープス」(While My Guitar Gently Weeps) | ジョージ・ハリスン                        | 3:47  |
| 23.       | 「ア・デイ・イン・ザ・ライフ」(A Day In The Life) |                                           | 5:08  |
| 24.       | 「ヘイ・ジュード」(Hey Jude) |                                           | 3:59  |
| 25.       | 「サージェント・ペパーズ・ロンリー・ハーツ・クラブ・バンド (リプライズ)」(Sgt. Pepper's Lonely Hearts Club Band (Reprise))                                                                    |                                           | 1:22  |
| 26.       | 「愛こそはすべて（オール・ユー・ニード・イズ・ラヴ）」(All You Need Is Love) |                                           | 3:39  |
| 合計時間: | 合計時間: | 合計時間:                                 | 78:46 |

| #         | タイトル | 作詞・作曲                                | 時間  |
| --------- | --- | ----------------------------------------- | ----- |
| 1.        | 「ビコーズ」(Because) |                                           | 2:44  |
| 2.        | 「ゲット・バック」(Get Back) |                                           | 2:05  |
| 3.        | 「グラス・オニオン」(Glass Onion) |                                           | 1:20  |
| 4.        | 「エリナー・リグビー/ジュリア」(Eleanor Rigby / Julia (Transition)) |                                           | 3:05  |
| 5.        | 「アイ・アム・ザ・ウォルラス」(I Am The Walrus) |                                           | 4:28  |
| 6.        | 「抱きしめたい」(I Want To Hold Your Hand) |                                           | 1:22  |
| 7.        | 「ドライヴ・マイ・カー/愛のことば/ホワット・ユー・アー・ドゥーイング」(Drive My Car / The Word / What You're Doing)                                                                           |                                           | 1:54  |
| 8.        | 「グンキ・ンサ」(Gnik Nus) |                                           | 0:55  |
| 9.        | 「サムシング/ブルー・ジェイ・ウェイ」(Something / Blue Jay Way (Transition)) | ジョージ・ハリスン                        | 3:30  |
| 10.       | 「ビーイング・フォー・ザ・ベネフィット・オブ・ミスター・カイト/アイ・ウォント・ユー/ヘルター・スケルター」(Being For The Benefit Of Mr Kite ! / I Want You (She's So Heavy) / Helter Skelter) |                                           | 3:22  |
| 11.       | 「ヘルプ!」(Help!) |                                           | 2:18  |
| 12.       | 「ブラックバード/イエスタデイ」(Blackbird / Yesterday) |                                           | 2:32  |
| 13.       | 「ストロベリー・フィールズ・フォーエバー」(Strawberry Fields Forever) |                                           | 4:31  |
| 14.       | 「ウィズイン・ユー・ウィズアウト・ユー/トゥモロー・ネバー・ノウズ」(Within You Without You / Tomorrow Never Knows)                                                                            | ジョージ・ハリスン レノン＝マッカートニー | 3:08  |
| 15.       | 「ルーシー・イン・ザ・スカイ・ウィズ・ダイアモンズ」(Lucy In The Sky With Diamonds) |                                           | 4:10  |
| 16.       | 「オクトパス・ガーデン」(Octopus's Garden) | リチャード・スターキー                    | 3:18  |
| 17.       | 「レディ・マドンナ」(Lady Madonna) |                                           | 2:57  |
| 18.       | 「ヒア・カムズ・ザ・サン/ジ・インナー・ライト」(Here Comes The Sun / The Inner Light (Transition))                                                                                            | ジョージ・ハリスン                        | 4:18  |
| 19.       | 「カム・トゥゲザー / ディア・プルーデンス / クライ・ベイビー・クライ」(Come Together / Dear Prudence / Cry Baby Cry (Transition))                                                             |                                           | 4:45  |
| 20.       | 「レボリューション」(Revolution) |                                           | 3:23  |
| 21.       | 「バック・イン・ザ・USSR」(Back In The U.S.S.R.) |                                           | 2:34  |
| 22.       | 「ホワイル・マイ・ギター・ジェントリー・ウィープス」(While My Guitar Gently Weeps) | ジョージ・ハリスン                        | 3:47  |
| 23.       | 「ア・デイ・イン・ザ・ライフ」(A Day In The Life) |                                           | 5:08  |
| 24.       | 「ヘイ・ジュード」(Hey Jude) |                                           | 3:59  |
| 25.       | 「サージェント・ペパーズ・ロンリー・ハーツ・クラブ・バンド (リプライズ)」(Sgt. Pepper's Lonely Hearts Club Band (Reprise))                                                                    |                                           | 1:22  |
| 26.       | 「愛こそはすべて（オール・ユー・ニード・イズ・ラヴ）」(All You Need Is Love) |                                           | 3:39  |
| 合計時間: | 合計時間: | 合計時間:                                 | 80:34 |

| #         | タイトル                                         | 作詞  | 作曲・編曲 | 時間 |
| --------- | ------------------------------------------------ | ----- | ---------- | ---- |
| 27.       | 「フール・オン・ザ・ヒル」(The Fool On The Hill) |       |            | 3:29 |
| 28.       | 「ガール」(Girl)                                 |       |            | 2:42 |
| 合計時間: | 合計時間:                                        | 86:38 |            |      |

## 曲の解説
ビートルズのオリジナル213曲のうち、130曲もの楽曲のアウトテイクなどをリミックスした楽曲が収録されており、中には音の定位が変更されたものや、楽器のバランスが変更された楽曲も存在する。
- ビコーズ
「アクロス・ザ・ユニバース」（『ノー・ワンス・ゴナ・チェンジ・アワ・ワールド』収録テイク）の鳥のさえずりが登場する[14]。なお、元の音源では7秒程しかなかったため、BBCのライブラリーからモリバトの鳴き声が加えられている[15]。曲の最後には「ア・デイ・イン・ザ・ライフ」のオーケストラを逆回転した音が入っており、次の曲に繋がるアレンジになっている。

- ゲット・バック
「ア・ハード・デイズ・ナイト」の冒頭のギターフレーズから始まる。この他、「ジ・エンド」のドラムとギターソロ、「サージェント・ペパーズ・ロンリー・ハーツ・クラブ・バンド (リプライズ)」のパーカッション、「ア・デイ・イン・ザ・ライフ」のオーケストラが加えられている[16]。歓声は1965年のシェイ・スタジアムでのコンサートのもの[15]。

- グラス・オニオン
ショートバージョンでの収録。「今日の誓い」のギター[5]のほか、「ハロー・グッドバイ」、「マジカル・ミステリー・ツアー」、「ペニー・レイン」、「オンリー・ア・ノーザン・ソング」、「エリナー・リグビー」の要素が加えられている[17]。

- エリナー・リグビー / ジュリア
『ザ・ビートルズ・アンソロジー2』に収録の伴奏のみの音源を頭に置いている。ビートルズのアーカイブを管理しているアラン・ラウズの技術により、没になった音源とコラージュされている[5]。
「エリナー・リグビー」終了後、「ジュリア」のギターのアルペジオに乗って「ストロベリー・フィールズ・フォーエバー」や「ア・デイ・イン・ザ・ライフ」、「レボリューション9」の音が流れて次曲に移る[15]。

- アイ・アム・ザ・ウォルラス
従来の作品において後半部分は疑似ステレオとなっていたが、本作では後半部分もステレオ・ミックスされたものが収録されている。バンドの演奏がオリジナルよりも強調されている[5]。

- 抱きしめたい
1964年のハリウッド・ボウル公演でのライブ音源とスタジオ音源がミックスされている[14][5]。

- ドライヴ・マイ・カー / 愛のことば / ホワット・ユー・アー・ドゥーイング
メドレー形式。表題の3曲の他に、「タックスマン」のギターソロ、「サボイ・トラッフル」のホーンセクション[18][1]、「ルーシー・イン・ザ・スカイ・ウィズ・ダイアモンズ」のコーラス、「ヘルター・スケルター」の効果音が登場する[19] 。

- グンキ・ンサ
「サン・キング」のボーカルを逆回転させた楽曲[18]。「ウィズイン・ユー・ウィズアウト・ユー」のタンブーラ（英語版）のドローンも加えられている[20]。

- サムシング / ブルー・ジェイ・ウェイ
ストリングスのパートに編集が加えられ、ハリスンのボーカルが目立つようになっている[5]。
「サムシング」の終了後、「ブルー・ジェイ・ウェイ」のハーモニウムが追加され、次曲に繋がる。この他に「ひとりぼっちのあいつ」のボーカルや「ヘイ・ブルドッグ」の笑い声が加えられている[15][21]。ジャイルズは「『ブルー・ジェイ・ウェイ』が見事に次曲の場面設定の役割を果たしてくれた」と語っている[5]。
アナログ盤では、「ビコーズ」〜「サムシング」までがA面。「ブルー・ジェイ・ウェイ」〜「オクトパス・ガーデン」までがB面。

- ビーイング・フォー・ザ・ベネフィット・オブ・ミスター・カイト / アイ・ウォント・ユー / ヘルター・スケルター - Being For The Benefit Of Mr Kite ! / I Want You (She's So Heavy) / Helter Skelter
『LOVE』の監督が「ヴィクトリア朝時代のおどろおどろしいサーカス」を思い描いていたことから、マーティン親子は「ビーイング・フォー・ザ・ベネフィット・オブ・ミスター・カイト」を全く異なる観点からアプローチすることを考案[5]。
「ビーイング・フォー・ザ・ベネフィット・オブ・ミスター・カイト」をベースに、「アイ・ウォント・ユー」のリフレイン[18]、「ヘルター・スケルター」のボーカル、さらに「グッド・モーニング・グッド・モーニング」の馬の鳴き声[5]や「クライ・ベイビー・クライ」のハーモニウム、「ピッギーズ」の笑い声などをコラージュしている[15][22]。

- ブラックバード / イエスタデイ
「ブラックバード」のギターのフレーズの一部が冒頭に追加されて、「イエスタデイ」に繋がるアレンジになっている[5]。

- ストロベリー・フィールズ・フォーエバー
オノ・ヨーコ所有・提供のデモ・テープから始まり、『アンソロジー2』に収録のテイク1とテイク7、さらにリリース版で使用されたテイク26がコラージュされている。曲の後半部分には「サージェント・ペパーズ・ロンリー・ハーツ・クラブ・バンド」のオーケストラによる間奏、「イン・マイ・ライフ」のピアノソロ、「ペニー・レイン」のトランペットソロ、「ピッギーズ」のチェロとハープシコード、「ハロー・グッドバイ」のコーダが重ねられている[18]。
当初ジャイルズによって最初期のテイクと最終バージョンを組み合わせた音源が制作され、ジャイルズが休暇中にジョージ・マーティンが可変速テープマシーンを駆使してすべてのテイクのキーをBに変更させた。その後、6週間にわたって多数のトラックを組み合わせて、新たな音源が制作された[5]。

- ウィズイン・ユー・ウィズアウト・ユー / トゥモロー・ネバー・ノウズ
「トゥモロー・ネバー・ノウズ」のドラムとベースの上に、「ウィズイン・ユー・ウィズアウト・ユー」のボーカルを乗せた音源[16]。次曲との繋ぎの部分には「レイン」のボーカルを逆回転させたものや「ストロベリー・フィールズ・フォーエバー」の逆回転させたシンバルの音が使われている[15]。
ミュージック・ビデオが制作され「マジカル・ミステリー・ツアー」や「ハロー・グッドバイ」等の映像を使用し、インド的な幾何学模様をコラージュしている。このPVは2015年に発売された『ザ・ビートルズ1+』に収録されている。

- ルーシー・イン・ザ・スカイ・ウィズ・ダイアモンズ
「ビーイング・フォー・ザ・ベネフィット・オブ・ミスター・カイト」のドラムロール、「サージェント・ペパーズ・ロンリー・ハーツ・クラブ・バンド」のブラス、「トゥモロー・ネバー・ノウズ」の効果音、「ベイビー・ユーアー・ア・リッチ・マン」のクラヴィオライン（英語版）、「オールド・ブラウン・シュー」のオルガンが加えられている[15][16]。

- オクトパス・ガーデン
「グッド・ナイト」のオーケストラ、「イエロー・サブマリン」のボーカルと効果音、「ラヴリー・リタ」のフィルインの他、「ヘルター・スケルター」のギターフレーズや「ポリシーン・パン」のドラム、「サン・キング」のイントロ部が含まれている[15][16][18]。
当初スターのボーカルと「グラス・オニオン」のエンディングのストリングスが組み合わされた音源が制作されたが、「少し気持ち悪い」ということから「グッド・ナイト」のストリングスに変更された[5]。
「オクトパス・ガーデン」でアナログのB面が終わり、「サン・キング」よりアナログのC面が始まる。

- レディ・マドンナ
「ホワイ・ドント・ウィ・ドゥ・イット・イン・ザ・ロード」のドラムス、「オブ・ラ・ディ、オブ・ラ・ダ」のパーカッション、「ヘイ・ブルドッグ」のギターリフ、「アイ・ウォント・ユー」のビリー・プレストンによるオルガンソロ、「ホワイル・マイ・ギター・ジェントリー・ウィープス」のエリック・クラプトンによるギターソロが含まれている[5][23]。

- ヒア・カムズ・ザ・サン / ジ・インナー・ライト
「ウィズイン・ユー・ウィズアウト・ユー」のタブラ、「オー!ダーリン」のコーラス、「アイ・ウォント・ユー」のベースラインが含まれている[24]。

- カム・トゥゲザー / ディア・プルーデンス / クライ・ベイビー・クライ
「カム・トゥゲザー」のエンディングが「ディア・プルーデンス」のエンディング部分とクロス・フェイドする編集が加えられている。曲終了後に「ア・デイ・イン・ザ・ライフ」のピアノとドラム、「エリナー・リグビー」のストリングスが加えられた「キャン・ユー・テイク・ミー・バック?」が流れて次曲に繋がる[5]。

- レボリューション
CDではショートバージョンで収録されたが、DVD-AUDIOおよびiTunes Store配信ではフルバージョンで収録されている。

- バック・イン・ザ・USSR - Back In The U.S.S.R.
前曲同様、CDではショートバージョンだが、DVD-AUDIOおよびiTunes Store配信ではフルバージョンで収録。
アナログではここまでがC面。

- ホワイル・マイ・ギター・ジェントリー・ウィープス
『ザ・ビートルズ・アンソロジー3』収録のデモバージョンをベースに、ジョージ・マーティンによりオーケストラのバックが付けられている[25][26]。
『LOVE』の監督とハリスンの未亡人であるオリヴィアがこの楽曲のデモテイクをショーに使うことを提案し、ボーカルが繊細すぎると判断したジャイルズがジョージ・マーティンにストリングスのアレンジを依頼[5]。なお、この楽曲がジョージ・マーティンがビートルズのためにスコアを書いた最後の楽曲となった[5]。

- ア・デイ・イン・ザ・ライフ
冒頭にレノンのお喋りと「Sugar plum fairy」というカウント（いずれも第1テイクより）が追加された。
間奏とエンディングのクレッシェンド部分は、初期のオーケストラのテイクとコラージュされている[5][27]。

- ヘイ・ジュード
ショートバージョン。後半でベースの音がフィーチャーされている[5]。終盤で聴こえるテンポの違うドラムは「マジカル・ミステリー・ツアー」のもの[15]。

- サージェント・ペパーズ・ロンリー・ハーツ・クラブ・バンド (リプライズ)
ジャイルズは「前曲と「サージェント・ペパー・リプライズ」のキーが合っていたのはまさに奇跡で、だからこの2曲を繋げることができた」と語っている[5]。最後の1音には「シー・ラヴズ・ユー」のコーラスの他、Gコードで終わる多数の曲が重ねられている[15]。

- 愛こそはすべて
曲の終盤に「涙の乗車券」、「ベイビー・ユーアー・ア・リッチ・マン」、「レイン」、「サージェント・ペパーズ・ロンリー・ハーツ・クラブ・バンド」、「グッド・ナイト」の要素が重ねられていて[17]、1965年にファンクラブ会員に配布されたクリスマス・レコードに収録のメンバーによる挨拶で曲が終わる[5]。

## チャート成績
| チャート (2006年 - 2007年)             | 最高位 |
| -------------------------------------- | ------ |
| オーストラリア (ARIA)                  | 2      |
| オーストリア (Ö3 Austria)              | 3      |
| ベルギー (Ultratop Flanders)           | 3      |
| ベルギー (Ultratop Wallonia)           | 1      |
| カナダ (Billboard)                     | 1      |
| チェコ (ČNS IFPI)                      | 23     |
| デンマーク (Hitlisten)                 | 3      |
| オランダ (MegaCharts)                  | 4      |
| フィンランド (Suomen virallinen lista) | 5      |
| フランス (SNEP)                        | 1      |
| ドイツ (Offizielle Top 100)            | 2      |
| アイルランド (IRMA)                    | 3      |
| イタリア (FIMI)                        | 7      |
| 日本 (オリコン)                        | 3      |
| ノルウェー (VG-lista)                  | 8      |
| ニュージーランド (RMNZ)                | 2      |
| ポーランド (ZPAV)                      | 2      |
| ポルトガル (AFP)                       | 5      |
| スウェーデン (Sverigetopplistan)       | 2      |
| スイス (Schweizer Hitparade)           | 3      |
| UK アルバムズ (OCC)                    | 3      |
| US Billboard 200                       | 4      |

| チャート (2011年)                | 最高位 |
| -------------------------------- | ------ |
| ベルギー (Ultratop Flanders)     | 84     |
| フランス (SNEP)                  | 183    |
| ノルウェー (VG-lista)            | 24     |
| スウェーデン (Sverigetopplistan) | 38     |
| US Billboard 200                 | 37     |

## 認定・セールス
| 国/地域                                             | 認定        | 認定/売上数 |
| --------------------------------------------------- | ----------- | ----------- |
| アルゼンチン (CAPIF)                                | Gold        | 20,000^     |
| オーストラリア (ARIA)                               | 2× Platinum | 140,000^    |
| ベルギー (BEA)                                      | Gold        | 25,000*     |
| カナダ (Music Canada)                               | 2× Platinum | 200,000^    |
| デンマーク (IFPI Danmark)                           | 2× Platinum | 80,000^     |
| フランス (SNEP)                                     | Platinum    | 200,000*    |
| ドイツ (BVMI)                                       | 3× Gold     | 300,000^    |
| ギリシャ (IFPI Greece)                              | Gold        | 7,500^      |
| アイルランド (IRMA)                                 | 3× Platinum | 45,000^     |
| Italy                                               |             | 150,000     |
| 日本 (RIAJ)                                         | Platinum    | 250,000^    |
| メキシコ (AMPROFON)                                 | Gold        | 50,000^     |
| オランダ (NVPI)                                     | Gold        | 35,000^     |
| ニュージーランド (RMNZ)                             | Platinum    | 15,000^     |
| ポーランド (ZPAV)                                   | Platinum    | 20,000*     |
| スペイン (PROMUSICAE)                               | 2× Platinum | 160,000^    |
| スウェーデン (GLF)                                  | Gold        | 20,000^     |
| スイス (IFPI Switzerland)                           | Platinum    | 30,000^     |
| イギリス (BPI)                                      | 2× Platinum | 600,000^    |
| アメリカ合衆国 (RIAA)                               | 2× Platinum | 2,000,000^  |
| * 認定のみに基づく売上数 ^ 認定のみに基づく出荷枚数 |             |             |

## リリース履歴
| 地域     | 発売日         | レーベル            | 形態                   | 規格品番                 |
| -------- | -------------- | ------------------- | ---------------------- | ------------------------ |
| 日本     | 2006年11月15日 | 東芝EMI             | CD                     | TOCP-70200               |
| 日本     | 2006年11月15日 | 東芝EMI             | CD+DVD-AUDIO           | TOCP-70201               |
| イギリス | 2006年11月20日 | Apple、EMI          | CD                     | 3798082/0946 3 79808 2 8 |
| イギリス | 2006年11月20日 | Apple、EMI          | CD+DVD-AUDIO           | 3798102/0946 3 79810 2 3 |
| アメリカ | 2006年11月21日 | Apple、Capitol、EMI | CD                     | 0946 3 79808 2 8         |
| アメリカ | 2006年11月21日 | Apple、Capitol、EMI | CD+DVD-AUDIO           | 0946 3 79810 2 3         |
| イギリス | 2007年4月30日  | Apple、EMI          | LP盤（2枚組）          | 0946 379 808 11          |
| 全世界   | 2011年2月9日   | Apple               | デジタル・ダウンロード | -                        |
| 日本     | 2013年11月6日  | CD                  | Apple、Universal Music | TYCP-60031               |